# Autechre
Autechre este un duo britanic de muzică electronică format din Rob Brown și Sean Booth, ambii originari din Rochdale, Greater Manchester. Format în 1991, duo-ul este unul dintre cele mai proeminente acte semnate la casa de discuri Warp Records, binecunoscută pentru muzica sa electronică de pionierat și prin care au fost lansate toate albumele Autechre. 
În timp ce sunt puternic asociați cu muzica IDM (Intelligent Dance Music), Booth și Brown sunt ambivalenți cu privire la stabilirea sunetului lor ca gen. Muzica lor a expus o schimbare treptată în estetică de-a lungul carierei lor, de la lucrările lor anterioare cu rădăcini clare în techno, electro si hip hop, la albume de mai tarziu, care sunt adesea considerate experimentale în natură, oferind modele complexe de ritm și melodii estompate.

## Discografie
Albume de studio
- Incunabula (1993)
- Amber (1994)
- Tri Repetae (1995)
- Chiastic Slide (1997)
- LP5 (1998)
- Confield (2001)
- Draft 7.30 (2003)
- Untilted (2005)
- Quaristice (2008)
- Oversteps (2010)
- Exai (2013)